# لينارت أريكسون
لينارت أريكسون (بالسويدية: Lennart Eriksson)‏ (2 فبراير 1944 - ) هو لاعب كرة يد السويد. شارك في الألعاب الأولمبية الصيفية 1972.

## وصلات خارجية
- لينارت أريكسون على موقع أوليمبيديا (الإنجليزية)
- لينارت أريكسون على موقع اللجنة الأولمبية السويدية (السويدية)